# 湯沢市議会
湯沢市議会（ゆざわしぎかい）は、秋田県湯沢市に設置されている地方議会である。

## 概要

### 任期
4年

### 定数
18人

### 所在地
秋田県湯沢市佐竹町1番1号
湯沢市役所本庁舎4階

### 委員会
- 議会運営委員会

#### 常任委員会
- 総務財政常任委員会
- 教育民生常任委員会
- 産業建設常任委員会
- 予算決算常任委員会

#### 協議又は調整を行うための場
- 全員協議会
- 会派代表者会議
- 広報広聴委員会
- 議会改革推進会議
- 議会調整会議

### 定例会
- 3月
- 6月
- 9月
- 12月

### 事務局
- 議会事務局
  - 議事総務班

## 会派
- 2023年秋田県議会議員選挙立候補のため高橋健が辞任し、欠員1名[2]。

| 会派名         | 議員数 | 所属党派            | 議員名（◎は代表者）                                         | 女性議員数 | 女性議員の比率(%) |
| -------------- | ------ | ------------------- | ----------------------------------------------------------- | ---------- | ----------------- |
| 湯和会・公明   | 7      | 自由民主党6 公明党1 | ◎渡部正明 柏原久寿 高橋達 兼子正寛 佐藤愛子 高橋肇 佐藤功平 | 1          | 14.28             |
| 政和会         | 5      | 自由民主党3 無所属2 | ◎高橋克己 沓澤正雄 石川隆一 寺田純二 小田嶋秋一             | 0          | 0                 |
| 湯沢政策研究会 | 2      | 自由民主党1 無所属1 | ◎大山豪 ◎藤田健志                                           | 0          | 0                 |
| 日本共産党     | 1      | 日本共産党          | ◎宮原晃                                                     | 0          | 0                 |
| （無所属）     | 2      | 自由民主党          | 佐藤勝 加藤昭嗣                                             | 0          | 0                 |
| 計             | 17     |                     |                                                             | 1          | 5.88              |

## 議員報酬と諸手当
| 役職   | 報酬            | 政務活動費 |
| ------ | --------------- | ---------- |
| 議長   | 月額 41万1000円 | 月額 1万円 |
| 副議長 | 月額 36万7000円 | 月額 1万円 |
| 議員   | 月額 35万1000円 | 月額 1万円 |

## 定数の推移
「湯沢市の議員の定数を定める条例」によって定数が決められている。
- 2005年（平成17年）3月22日合併在任特例 - 76人[3]
- 2005年（平成17年）10月23日選挙 - 76人→30人
- 2009年（平成21年）10月18日選挙 - 30人→26人
- 2013年（平成25年）10月27日選挙 - 26人→22人
- 2017年（平成29年）10月22日選挙 - 22人→18人

## 議会出身者

### 旧湯沢市議会
- 鈴木俊夫（6代目旧湯沢市長・初代、3代目湯沢市長）

### 湯沢市議会
- 齊藤光喜（2代目湯沢市長）